# Modicogryllus ullus
Modicogryllus ullus är en insektsart som beskrevs av Andrej Vasiljevitj Gorochov 1988. Modicogryllus ullus ingår i släktet Modicogryllus och familjen syrsor. Inga underarter finns listade i Catalogue of Life.